# Роберто Карлос
Роберто Карлос да Силва Роша (порт. Roberto Carlos da Silva Rocha; Гарса, 10. април 1973), познатији као Роберто Карлос, је бивши бразилски фудбалер и национални репрезентативац.

## Каријера

### Клупска
У својој богатој каријери играо је за Палмеирас, Интер, Реал Мадрид, Фенербахче, Коринтијанс и Анжи. Најуспешнији је био у Реал Мадриду где је играо 11 година, од 1996. до 2007. Професионалну каријеру завршио је 2012. у руском Анжију.

### Репрезентација
За репрезентацију Бразила играо је 14 година (1992—2006) и на три светска првенства играо је три финала, а освојио је једну титулу (2002).

### Тренерска
Две године је радио у Анжију из Махачкале, прво као помоћни тренер, а затим као директор првог тима. Након тога је преузео клупу турског Сиваспора.